# Луи-Франсуа де Таларю
Виконт Луи-Франсуа де Таларю (фр. Louis-François de Talaru; 8 мая 1729, Париж — 30 сентября 1782, Париж) — французский военный и придворный деятель.

## Биография
Сын Луи II де Таларю, маркиза де Шальмазеля, и Марии Марты Франсуазы де Бонневаль.
Сеньор де Шоссен, Маль, Перу, Кенсья, Ле-Павийон, и прочее.
Будучи младшим сыном, в юности стал мальтийским рыцарем. На военно-морской службе был последовательно гардемарином (1745), мичманом (1748), затем лейтенантом (1756). Перейдя на армейскую службу, стал в 1758 году кампмейстером кавалерии.
В 1770 году стал первым дворцовым распорядителем королевы, сменив в этой должности своего старшего брата Сезара-Мари в ходе реформирования Дома Ее Величества. 13 июля 1775 пожалован в рыцари орденов короля. Получил цепь ордена Святого Духа 1 января 1776.

## Семья
Вступил в брак, сняв крест Мальтийского ордена.
Жена (контракт 22 июля 1767): Анриетта Жанна Элиза де Бекдельевр (14.11.1742 — после 1789), дочь Пьера-Жака-Луи де Бекдельевра, маркиза де Кани и де Кевийи, и Шарлотты де Помье-Ла-Бюкай. 8 августа 1767 представлена при дворе маркизой де Шальмазель, женой Сезара-Мари. В декабре 1768 назначена компаньонкой Мадам Аделаиды Французской, тетки Людовика XVI
Дети:
- маркиз Луи-Жюстен-Мари (1.09.1769—23.05.1850)
- Катрин Мари Луиза